# ماهواره پیشرفته دیده‌بانی زمین
ماهواره پیشرفته دیده‌بانی زمین (انگلیسی: Advanced Land Observation Satellite) که به اختصار ALOS و دایچی (Daichi) نیز نامیده می‌شود، ماهواره ۴ تنی ژاپنی است که در سال از مرکز فضایی تانیگاشیما ۲۰۰۶ به فضا پرتاب شد. این ماهواره پس از پنج سال فعالیت، نیرو و ارتباط خود با زمین را از دست داد ولی همچنان در مدار باقی‌مانده‌است.
این ماهواره دارای سه سنجنده است که در نقشه‌نگاری و پایش مخاطرات طبیعی در آسیا و حوضه اقیانوس آرام به‌کار می‌رود. تصاویر این ماهواره از سواحل ژاپن در زمین‌لرزه و سونامی ۲۰۱۱ توهوکو از آخرین تصاویر دریافت‌شده از این ماهواره به‌شمار می‌رود.

## ابزارها
- PRISM (سرواژه Panchromatic Remote-sensing Instruments for Stereo Mapping): ابزار سنجش از دور پانکروماتیک به منظور نقشه‌برداری سه‌بعدی و اندازه‌گیری دقیق ارتفاع زمین.
- AVNIR-2 (سرواژه Advanced Visible and Near Infrared Radiometer): رادیومتر پیشرفته مرئی و فروسرخ نزدیک نوع ۲ جهت دیده‌بانی پوشش سطح زمین با قدرت تفکیک ۱۰ متر
- PALSAR (سرواژه Phased Array type L-band Synthetic Aperture Radar): آرایه فازی باند ال رادار دهانه ترکیبی برای دیده‌بانی زمین در همه ساعات شبانه‌روز و همه نوع آب و هوا